# Олшанка
Олшанка (на украински: Вільшанка) е селище от градски тип в централна Украйна, център на Олшански район на Кировоградска област.

## История
Селището възниква в средата на XVIII век като слободата Маслово, основана от запорожки казаци.
През август 1773 година, по време на Руско-турската война, 400 семейства от българското село Алфатар, Силистренско, се изселват в Руската империя. През следващата година те основават селището Олшански шанец или Олшанка в земите, определени за създаващата се по това време Бугска казашка войска. Разочаровани от безплодните земи, много българи решават да се върнат в родината, но са подложени на репресии и са принудени насилствено да останат в Олшанка.
Още през 1774 година българските заселници докарват от Киев и сглобяват дървена църква, която наричат „Свети Йоан Милостиви“ по името на църква в Алфатар. През 1801 – 1818 година селището има местна автономия и избира селски старейшина, но след това то става военно селище, жителите на което са задължени да служат в Бугската уланска дивизия, а в самото село е разположено командването на Четвърти полк на дивизията, което поема и гражданската администрация на селището. Създадено е кантонистко училище, посещавано от ученици от 7 до 18 години, в което всички учители са руснаци и украинци, а преподаването е само на руски език.
Към днешна дата в Олшанка е най-компактното население на алфатарски българи.